# Villa Bjälbo

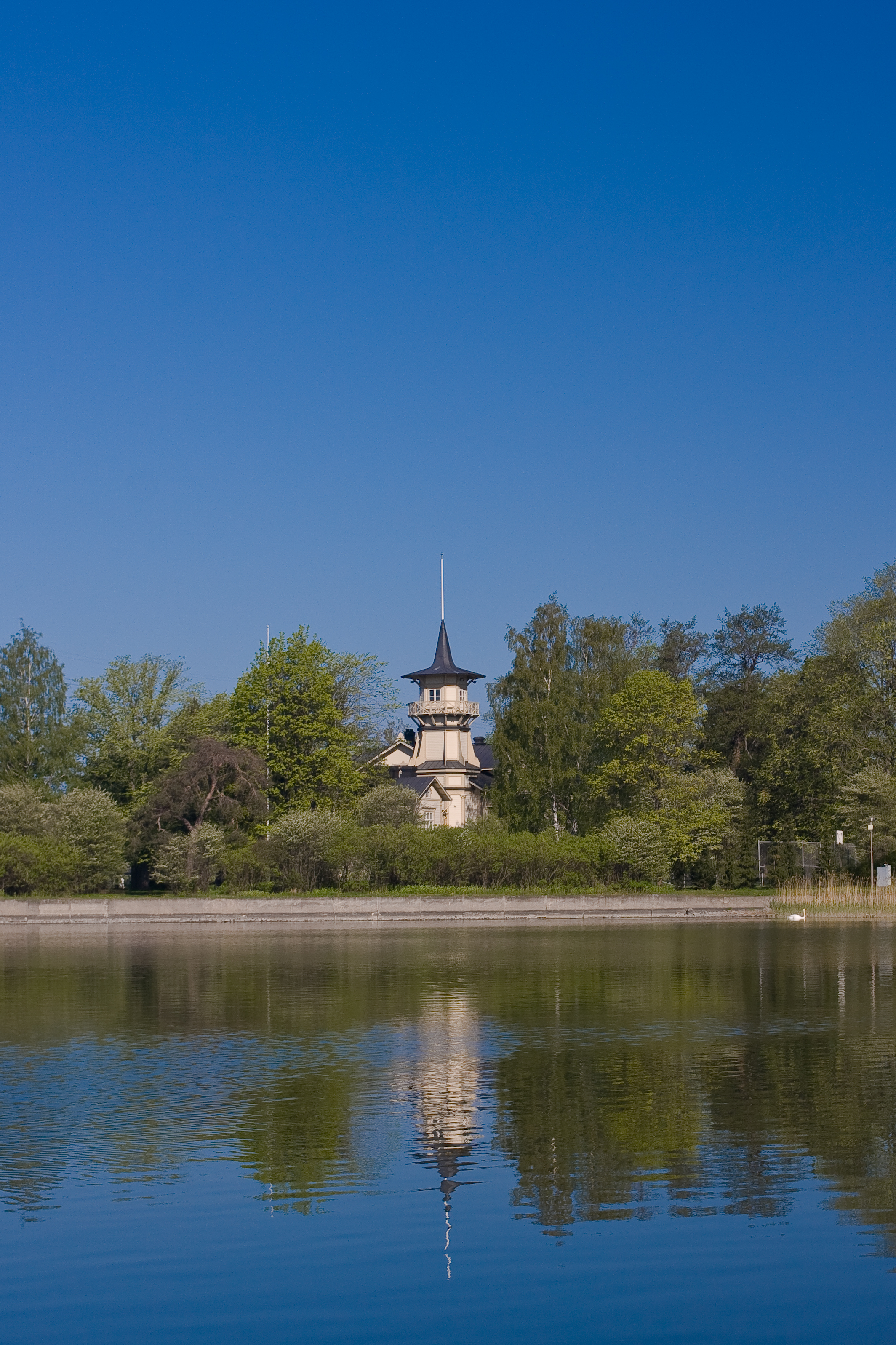
Villa Bjälbo, 2008.

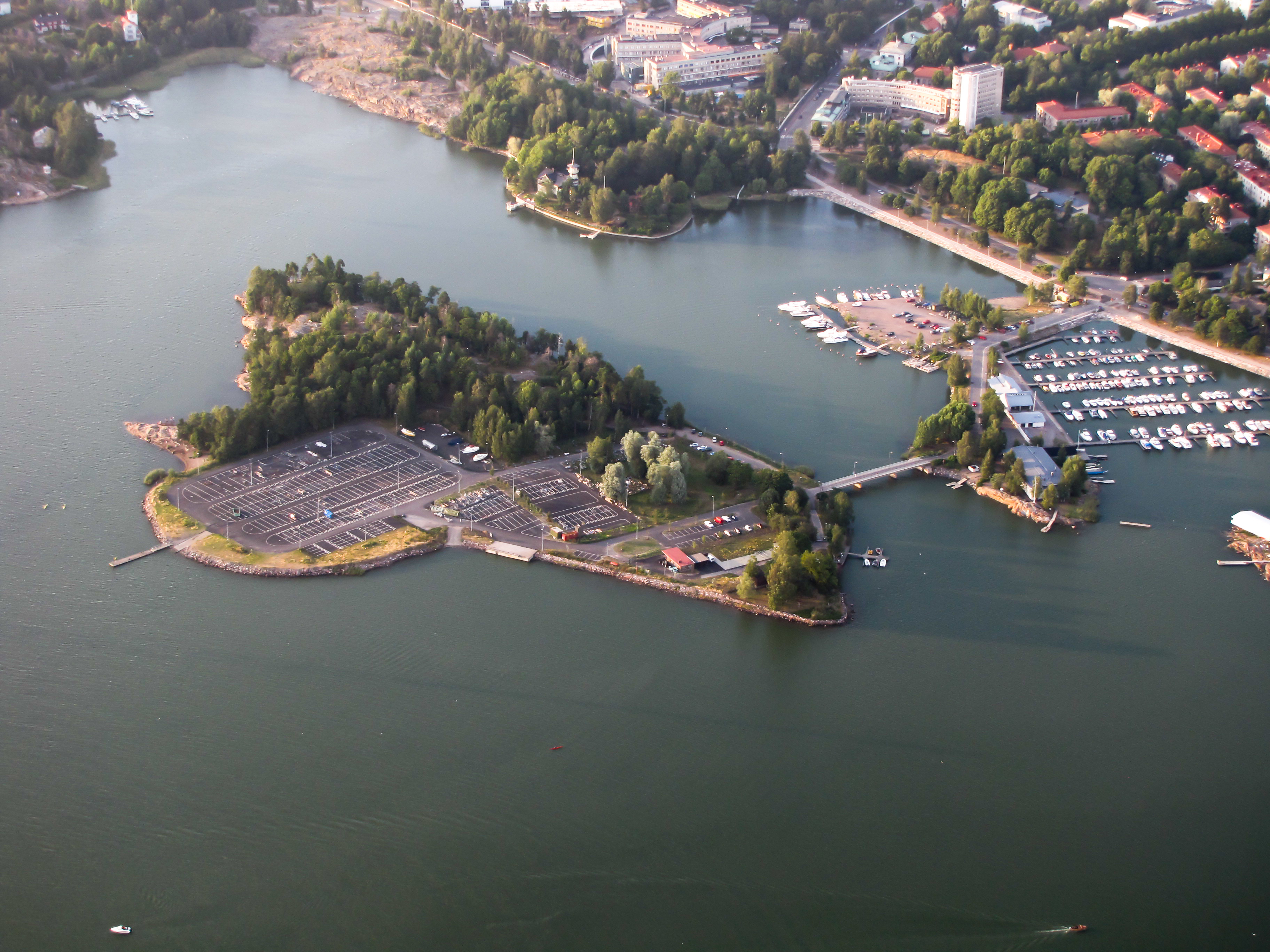
Ön Råholmen i Helsingfors. Villa Bjälbo ligger på fastlandet ovanför på bilden, med en båtbrygga och en pir.

Villa Bjälbo (finska: Kesäranta) är Finlands statsministers tjänstebostad, belägen i stadsdelen Mejlans i västra Helsingfors. Villa Bjälbo byggdes år 1873 som sommarvilla för arkitekten Frans Ludvig Calonius, som själv ritat villan. Finska staten köpte huset 1904 som sommarresidens åt de ryska generalguvernörerna.
År 1918, fram till december, var Villa Bjälbo residens för den tyska generalen Rüdiger von der Goltz, som ledde Östersjödivisionen, som befriade Helsingfors från de röda i april 1918 i Finska inbördeskriget.

## Arkitektur
Stommen i huset utgörs ännu av den villa som byggdes av Calonius. På 1880-talet förnyade C. R. Ignatius villan enligt ritningar av Elia Heikel. Då tillkom det 20 meter höga tornet och verandor både på havs- och landssidan. När staten köpte villan byggdes köksflygeln och glasverandan mot havet. De planerades av Johan Jacob Ahrenberg.
Under 1950-talet moderniserades villan. Tornet revs och inredningen gjordes i 1950-talsanda. Åren 1981–1983 återställdes mycket av de gamla detaljerna. Tornet återuppbyggdes enligt gamla fotografier och inredningen gjordes om i generalguvernörens stil.
Åren 2003–2004 var det igen dags att göra renoveringar för att anpassa huset till representations- och boendebruk. Läget vid havet hade också slitit på byggnaden.
En del statsministrar har också satt sin personliga prägel på huset t.ex. ville Mauno Koivisto ha en volleybollplan. 
Konstverken är utlånade av konstmuseet Ateneum.